# V355 Возничего
V355 Возничего (лат. V355 Aurigae) — двойная затменная переменная звезда типа Алголя (EA) в созвездии Возничего на расстоянии (вычисленном из значения параллакса) приблизительно 9182 световых лет (около 2815 парсеков) от Солнца. Видимая звёздная величина звезды — от +11,76m до +11,14m. Орбитальный период — около 17,645 суток.

## Характеристики
Первый компонент — белая звезда спектрального класса F-A. Радиус — около 10,04 солнечных, светимость — около 273,762 солнечных. Эффективная температура — около 7411 К.